# Teimuraz Kakulia
Teimuraz Irakleivich Kakuliya (georgiano: თეიმურაზ კაკულია, romanizada: Teimuraz K'ak'ulia, (Tbilisi, Georgia — 26 de abril de 1947, Tbilisi, Georgia — 25 de agosto de 2006) foi um tenista e treinador de tênis soviético nascido na Geórgia.

## Carreira do tênis
Teimuraz começou a jogar tênis aos 11 anos. Na maior parte de sua carreira no tênis, ele permaneceu à sombra de seu colega e amigo Alex Metreveli, perdendo para ele cinco vezes nas finais individuais do campeonato de tênis da URSS. Juntos, eles levaram cinco títulos de duplas masculinas no campeonato soviético, e Kakulia venceu o torneio uma vez com Marina Chuvyrina em duplas mistas.
Outro destaque da carreira de Kakulia foi ganhar medalha de bronze no evento de exibição de duplas mistas nos Jogos Olímpicos de 1968 aos 21 anos em dupla com a tenista brasileira Suzana Petersen Gesteira.
Venceu ainda o torneio de tênis na Universíade de Verão de 1973 em simples, duplas masculinas e duplas mistas; chegou às semifinais do Aberto da Austrália de 1972 em duplas masculinas (com Alex Metreveli). Em simples, suas melhores conquistas foram chegar à quarta rodada no US Open de 1976, bem como vitórias sobre Eddie Dibbs e Mark Edmondson. Ele também ganhou o Wimbledon Plate.
Além disso, Kakulia desempenhou um papel fundamental nas vitórias da equipe soviética da Copa Davis na Zona Europa em 1974 e 1976, após o que a equipe avançou para a fase Inter-Zonal. Como membro da equipe, Kakulia também foi quatro vezes campeão amador europeu.
Em 1977, Teimuraz Kakulia foi premiado como mestre do esporte da URSS, o mais alto na classificação esportiva soviética. Ele foi apenas o segundo tenista soviético a se juntar ao WCT, com Alex Metreveli sendo o primeiro.
Depois de terminar sua carreira de jogador ativo, Kakulia se concentrou em seu trabalho como técnico. Ele era membro do grupo de treinadores da seleção nacional soviética. Leila Meskhi, medalhista de bronze nos Jogos Olímpicos de 1992, foi a mais bem sucedida entre seus pupilos.
Durante os últimos 10 anos de sua vida, a doença o impediu de treinar.

## Grand Slam simples - performance
| Torneio         | 1967 | 1968 | 1969 | 1970 | 1971 | 1972 | 1973 | 1974 | 1975 | 1976 |
| --------------- | ---- | ---- | ---- | ---- | ---- | ---- | ---- | ---- | ---- | ---- |
| Australian Open | NP   | NP   | NP   | NP   | NP   | NP   | 3R   | NP   | NP   | 2R   |
| French Open     | NP   | NP   | NP   | 2R   | 2R   | 1R   | 1R   | 2R   | 1R   | NP   |
| Wimbledon       | Q2   | NP   | NP   | NP   | NP   | 3R   | 1R   | 2R   | 1R   | 3R   |
| US Open         | NP   | NP   | NP   | NP   | NP   | 1R   | NP   | 2R   | NP   | 4R   |

| V | F | SF | QF | #R | RR | Q# | NQ | NP | NO |

 •  (V) vencedor; (F) finalista; (SF) semifinalista; (QF) quartas de final; (#R) rodada 4, 3, 2, 1; (RR) round-robin; (Q#) rodada qualificatória;  (NQ) não qualificado; (NP) não participou;  (NO) não ocorreu; (TS) taxa de sucesso (eventos vencidos / participados); (V–P) jogos vencidos-perdidos.
1. ↑  O Torneio de Roland Garros de 1972 teve duas rodadas preliminares.[3] Após a qualificação, Kakulia venceu em ambas para entrar no sorteio principal. Estas vitórias não contam como vitórias no sorteio principal. Após a qualificação, Kakulia venceu em ambas para entrar no sorteio principal. Estas vitórias não contam como vitórias no sorteio principal.